# USS Narwhal (SSN-671)
USS Narwhal (SSN-671) byla americká útočná ponorka s jaderným pohonem z doby studené války. Díky použití jaderného reaktoru s přirozenou cirkulací chladicího média (NCR – Natural Circulation Reactor) byla nejtišší ponorkou své doby. Uvádí se, že byla často využívána ke speciálním operacím (např. ke špionáži).

## Stavba

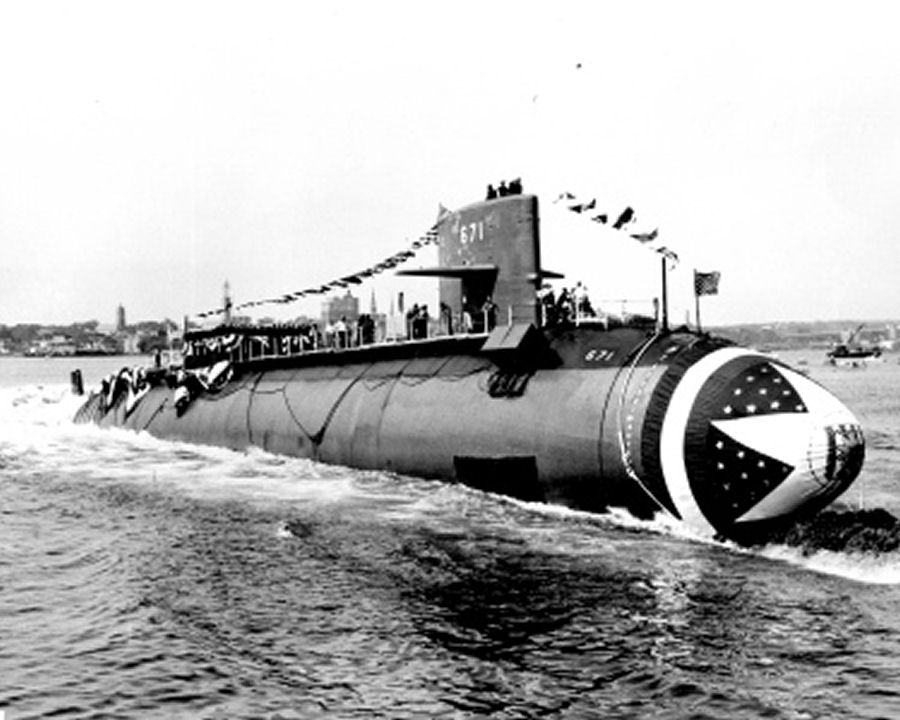
Narwhal během spuštění na vodu

Stavba lodi probíhala v loděnicích společnosti General Dynamics v Grotonu ve státě Connecticut. Kýl lodi byl založen 17. ledna 1966, na vodu byl trup spuštěn 9. září 1967 a 12. července 1969 ponorka vstoupila do služby.

## Konstrukce
V přídi byl umístěn pouze výkonný sonar a dále v trupu čtveřice 533mm torpédometů. Z nich mohla být vypouštěna torpéda, protiponorkové střely UUM-44 SUBROC, protilodní střely UGM-84 Harpoon či střely s plochou dráhou letu BGM-109 Tomahawk. Pohonný systém tvořil jaderný reaktor typu S5G a dvě turbíny. Lodní šroub byl jeden. Řešení pohonného systému z Narwhalu udělalo nejtišší ponorku své doby. Reaktor například využíval přirozené cirkulace chladici kapaliny, což umožnilo vypuštění hlučných čerpadel.

## Operační služba
Narwhal byl v operační službě mezi lety 1969–1999. Operoval doslova po celém světě. Uvádí se, že byl často využíván ke speciálním operacím (např. ke špionáži), sledování sovětských ponorek a často se pohyboval blízko sovětských břehů. Poslední nasazení ponorky proběhlo v roce 1998 ve Středomoří. Po vyřazení byla ponorka odeslána do recyklačního programu.